# الصمم في روسيا
الصمم في روسيا السوفييتية شهد تحولاً ثقافياً في أعقاب الثورة الروسية. حيث عملت الأيديولوجية الجماعية السوفييتية -التي أطلق عليها اسم السوفييت الجديد- على تعزيز اندماج الصم في حضارة يغلب عليها الطابع السمعي. وهكذا عملت المنظمات التي ترعاها الدولة -مثل جمعية الصم لعموم روسيا- على تعزيز الفرص الثقافية والمهنية للسكان الصم في روسيا.

## خلفية
اعتبرت الثقافة الروسية ما قبل الثورة الصمم حالة مشلولة يمكن مقارنتها بالجنون والإعاقة الفكرية. حيث نشأت ثقافة الصم الروسية من مؤسسة ما قبل الثورة للمدارس الصماء وقد عملت على تجميع هذه الأقلية في مجتمع واحد. ومع ذلك عانى نظام تعليم الصم في روسيا بسبب التمويل الحكومي غير المتسق. وهكذا اعتمدت مدارس الصم على المساهمات الخيرية. كما ساعد نقص التمويل الحكومي في الحفاظ على لغة الإشارة الروسية خلال العصر الشفوي. ومع تهميشهم من قبل النظام القانوني القيصري فقد دعم سكان روسيا الصم الثورة البلشفية. وشجعت الاشتراكية السوفييتية المشاركة الاقتصادية وعلى هذا فضلت الأشخاص القادرين على الحركة.

## الهوية الثقافية للصم
لقد عززت الأيديولوجية السوفييتية الجديدة الوحدة عن طريق التغلب الشخصي على العقبات المادية والاجتماعية. وهكذا حلت المساهمة المجتمعية محل العيوب الجسدية. إن الحاجة الماسة للعمال والنظرة الإيجابية تجاه الإعاقة عززت مجتمعات الصم في روسيا. بالإضافة إلى ذلك أثبت الصم أنفسهم كعمال قادرين على العمل من خلال تسليط الضوء على الطبيعة غير المرئية لاضطرابهم. كما سمحت الأيديولوجيات السوفييتية بتسييس أعضاء مجتمع الصم. ونتيجة لذلك ساهم التعاون السياسي في تعزيز تنمية هوية مجتمع الصم. ومع ذلك فإن تعزيز حركة الصم في روسيا ألقى الضوء على الاضطراب غير المرئي. وقد سلط إنشاء مساحات يمكن للصم الوصول إليها الضوء على اختلاف مجتمعات الصم. بلإضافة إلى ذلك وصف الصم أنفسهم بأنهم معاقون طبياً. وهكذا افتقرت مجتمعات السامعين في روسيا إلى الإيمان بقدرة الصم على التغلب على إعاقتهم بنجاح وأن يصبحوا الشعب السوفييتي الجديد المثالي.
ولمكافحة هذه الوصمة طورت مجتمعات الصم هوية اجتماعية تركز على الاكتفاء الذاتي. إن إنشاء ثقافة الصم ذاتيًا يسلط الضوء على احتضان أعضاء مجتمع الصم لقيم الاتحاد السوفييتي الجديد. ففي عام 1962 اعترفت الحكومة السوفييتية بقدرة الصم المستقبلية على تجسيد المثل السوفييتي الجديد. وهكذا فإن الفترة من أواخر الأربعينيات وحتى السبعينيات تمثل نقطة عالية في تاريخ الصم في روسيا. ومع ذلك واجه السكان الصم في روسيا صعوبة في إثبات اكتفائهم الذاتي. كما تسلط مقالة نشرتها صحيفة إزفستيا عام 1957 الضوء على قبول فئة الصم للرعاية الاجتماعية. وبالإضافة إلى ذلك أصبحت قدرة الصم على تحقيق المثل السوفييتية الجديدة موضع تساؤل بعد نشر إزفستيا لرواية "بيجماليون". وتكشف هذه المقالة عن عدم الرغبة في الاندماج في الثقافة السوفييتية الجديدة بين بعض سكان روسيا الصم. بالإضافة إلى ذلك يشير "بيجماليون" إلى زيادة نسبية في الانحراف وعدم المشاركة الاقتصادية بين الصم في روسيا.
في نهاية المطاف فشل سكان روسيا الصم في الانتقال إلى الثقافة السوفييتية الجديدة. وفي ستينيات القرن العشرين تحول تركيز الصم إلى تعزيز مجتمعاتهم مما أدى إلى المزيد من العزلة الاجتماعية. وهكذا أدى الانقسام المجتمعي الواضح إلى عودة التهميش الأصم الذي كان سائداً قبل الثورة. حيث تشير مقالة نُشرت عام 1984 إلى الاستخدام الطبي لمصطلح "جي أن—يو أو" وهو مصطلح ما قبل الثورة يعني "الصم البكم - المتخلف عقليًا".

### التعليم
استقر تعليم الصم بعد الدعم المالي المستمر من النظام السوفييتي. بالإضافة إلى ذلك قام الاتحاد السوفييتي بتقسيم مدارس الصم إلى الفئات التالية: المولودون أصماء بالكامل والمولودون أصماء جزئيًا والصمم المتأخر. لقد أدى هذا التقسيم إلى زيادة التفاعل الاجتماعي وتصميم أنماط اللغة لتلائم احتياجات الطلاب. ومع ذلك امتدت الكتابة الشفوية قبل الثورة إلى العصر السوفييتي. لقد ساهم التزام السوفييت الجديد بالمشاركة الاجتماعية والاقتصادية في تفضيل أسلوب التحدث. ولقد أدرك سكان روسيا الصم الآثار الاقتصادية المترتبة على التواصل باستخدام لغة الإشارة فقط. وهكذا تبنى الصم في روسيا كلاً من اللغة المنطوقة ولغة الإشارة.
كان التعليم العالي متاحًا للطلاب الصم. ونظمت منظمة في أو جي ورش عمل للتدريب المهني للصم. ثم بفضل دعم الدولة أنشأت منظمة في أوه جي بدائل مخصصة للصم فقط للبرامج التعليمية الصناعية في الموقع والتي يطلق عليها ربفاكس.

### الاقتصاد
لقد عملت الأيديولوجيات الجماعية السوفييتية على تخفيف المنافسة الاقتصادية ومن ثم تخفيف الحواجز التي تواجهها فئة الصم في الحصول على فرص العمل. بالإضافة إلى ذلك نتيجة لتسليط الضوء على قدراتهم البدنية تمكن الصم من تحقيق فرص عمل أكبر من أولئك الذين يعانون من إعاقات أخرى. ووفقًا للمنظر السوفييتي ليف فيجوتسكي فإن العمال الصم يظهرون قدرات عمل مماثلة لنظرائهم من ذوي السمع. وهكذا ساعدت الطبيعة غير المرئية لاضطراب الصم في التقدم الاقتصادي للصم في روسيا.
بناءً على العمل اقترب الصم من المثالية السوفييتية الجديدة. وهكذا شجعت المزايا المهنية للتحدث الشفهي على قبوله بين السكان الصم في روسيا.

### اجتماعياً
في أعقاب الثورة الروسية شهدت المناطق الحضرية المشتركة تواجدًا متزايدًا للصم. ومع ذلك ألقى التوقيع العام الضوء على الاضطراب غير المرئي الطبيعي الذي يسمى الصمم. وهكذا أدت الفوارق الاجتماعية وصعوبة الوصول إلى الجمهور إلى إنشاء مساحات للصم. كما أظهرت مثل هذه المساحات التقدم الثقافي والاكتفاء الذاتي والاقتصادي للصم. بالإضافة إلى ذلك شجعوا الأشخاص الذين يستطيعون السمع على استخدام هذه المساحات. وبسبب التكامل الاجتماعي أراد الصم تسليط الضوء على قدرتهم للتحول السوفييتي الجديد.
استفاد الصم من الحماس الثقافي الروسي تجاه فن التمثيل الصامت والمسرح. ويُنظر إلى المسرح باعتباره مكانًا طبيعيًا للصم حيث يسلط الضوء على التطور الثقافي للصم.

#### الأماكن العامة
تتميز المساحات المخصصة للصم بوجود كثيف للغة الإشارة مما شجع التعاون العام بين أعضاء مجتمع الصم في روسيا. لقد عززت إمكانية الوصول إلى اللغة هوية الصم الفريدة التي تجاهلت قدراتهم الجسدية. بالإضافة إلى ذلك تجسد هوية الصم القدرة على العمل والتقدم الثقافي والاكتفاء الذاتي. كما ساهم إنشاء المساحات المخصصة للصم في تعزيز الروابط المجتمعية الداخلية وتشجيع المشاركة الاجتماعية. كما كانت المساحات المخصصة للصم تمثل احتضان السكان الصم لقيم الاتحاد السوفييتي الجديد. ومع ذلك فإن التوقيعات العامة الجماعية سلطت الضوء على اضطراب الصم. وهكذا،أثرت المساحات المخصصة للصم سلبًا على انطباعات مجتمع السمع عن الصم بناءً على تحدي التوحيد السوفييتي.

#### المسرح
كان المسرح يمثل شريحة مهمة من الثقافة السوفييتية. وباعتبارها بيئة طبيعية لضعاف السمع وفرت المسارح فرص عمل للصم في روسيا. ثم تأسس استوديو المسرح للإشارات والإيماءات في عام 1957 بدعم من في أوه جي وقام بتدريب الممثلين الصم على مختلف الحرف المسرحية. أعيدت تسمية المسرح إلى مسرح الإشارة والإيماءة بعد الدعم الحكومي في عام 1963 حيث سلط المسرح الضوء على التطور الثقافي لفئة الصم. ونتيجة للتدريب أثبت الممثلون الصم قدرتهم على التنافس بمهارة مع نظرائهم من ذوي السمع الجيد. على سبيل المثال تعلم الممثلون الصم الإيقاع من خلال الاهتزازات الموسيقية. وهكذا وبناءً على التقدم الثقافي وإظهار قدراتهم الفنية اقترب الصم في روسيا من المثالية السوفييتية الجديدة.

## المنظمات

### الجمعية الروسية للصم (في أوه جي)
تأسست منظمة في أوه جي في عام 1926 على يد إيفان سافيليف وهي منظمة يديرها الصم وكانت مدعومة في البداية من الدولة السوفيتية. في الأصل كان تركيز في أوه جي منصبًا على خدمات التوظيف ثم أنشأت مراكز للتدريب المهني. بالإضافة إلى ذلك عززت الأندية الاجتماعية التابعة لـفي أوه جي العلاقات الداخلية بين مجتمع الصم. وفي سعيها لتحقيق التحول السوفيتي الجديد وسعت منظمة في أوه جي نطاق تركيزها ليشمل التقدم الثقافي. فبفضل التمويل الحكومي استضافت في أوه جي فعاليات رياضية ومعارض فنية مخصصة للصم فقط. وبالإضافة إلى ذلك نظمت منظمة في أوه جي بناء العديد من المساحات الثقافية والمراكز الثقافية للصم. ثم ارتفعت معدلات العضوية بدرجة كبيرة لتصل إلى 96% بين سكان موسكو الصم في عام 1949. وتقديرًا للاكتفاء الذاتي رفضت شركة في أوه جي في عام 1954 التمويل الحكومي بعد أن أشارت إلى وجود إيرادات كافية. حيث ظل الاكتفاء الذاتي موضوعًا متكررًا بين مشاريع في أوه جي نتيجة لتمويل الصم وعمالة الصم وقيادة الصم.
عملت منظمة في أوه جي بأسلوب وثيق مع مسؤولي الدولة للتأثير على السياسة الاجتماعية نيابة عن الصم. ففي عام 1926 رعت الحكومة السوفييتية صحيفة للصم والبكم تسمى حياة الصم والبكم. حيث سلطت الصحيفة الضوء على التقدم السياسي للصم بناءً على انتقاد الدولة السوفييتية بصفة متكررة دون توبيخ. ومع ذلك فإن الافتقار إلى رد الفعل الحكومي قد يمثل تصوراً غير تهديدي لمجتمع الصم.